# Пергам

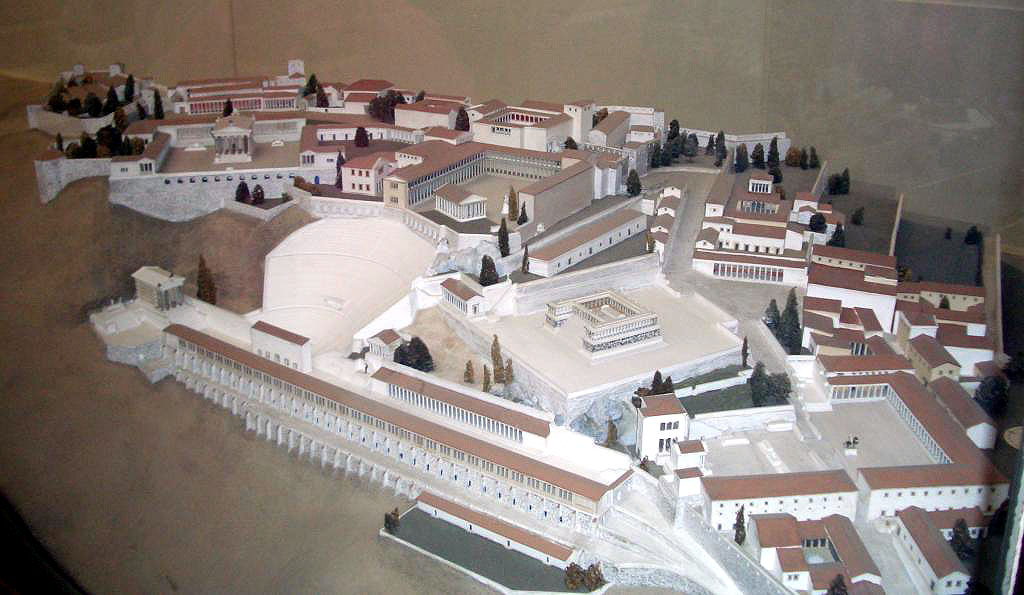
Макет стародавнього Пергама

Перга́м (дав.-гр. Πέργᾰμον) — місто на узбережжі Малої Азії, у 283—133 до н. е. — столиця Пергамського царства.

## Історія
Пергам був заснований у 12 столітті до н. е. вихідцями з материкової Греції. У 283—133 р. до н. е. столиця Пергамського царства. Найвищого розквіту досяг за Евмена I (263—241 до н. е.) та Евмена II (197—159 до н. е.). Був одним з найбільших економічних і культурних центрів елліністичного світу.
У бібліотеці Пергама зберігалося до 200 000 сувоїв, вона поступалася тільки Александрійській бібліотеці. У Пергамі вперше почав використовуватися замість папірусу пергамент. Пергам також славився своєю медичною школою. Розкопки велися німецькими археологами Карлом Хуманом, Ернстом Курціусом та інших в 1878—1886, 1900—1906 і в наступні роки.
Елліністичний Пергам був оточений потужною стіною з, так званими, воротами Евмена. Над містом панував акрополь (основне будівництво — 2 століття до н. е.), розташований у динамічно-мальовничій композиції на терасах, на верхніх майданчиках знаходилися палаци пергамських царів, арсенал і Траянеум, трохи нижче — святилище Афіни Нікефори (поряд з яким у другій половині 3 століття до н. е. були встановлені чудові за своєю реалістичною виразністю статуї, у тому числі зображення галлів скульптора Епігона, відомі в римських мармурових копіях, бібліотека, храм Деметри (3 століття до н. е.), Великий вівтар Зевса, прикрашений грандіозним горельєфним фризом, що зображує гігантомахію (мармур, близько 180 до н. е., зберігається у Пергамському музеї, Берлін), театр (2 століття до н. е.). На рівнині збереглися руїни римського міста, у тому числі так звана Червона зала (перша половина 2 століття нашої ери).
У 120-х роках до н. е. Пергам стає римською провінцією. З 395 року — у складі Візантійської імперії. У 1070-х роках захоплено сельджуками, у 1091 році відвойвано візантійцями. У 1162 році стає частиною феми Неокастра. У 1205 році увійшов до складу нікейської імперії, але зазнав у 1210-х роках значних руйнувань в результаті війн з Латинською імперією, таких, що мешканці залишили місто.